# 리오 프랭크

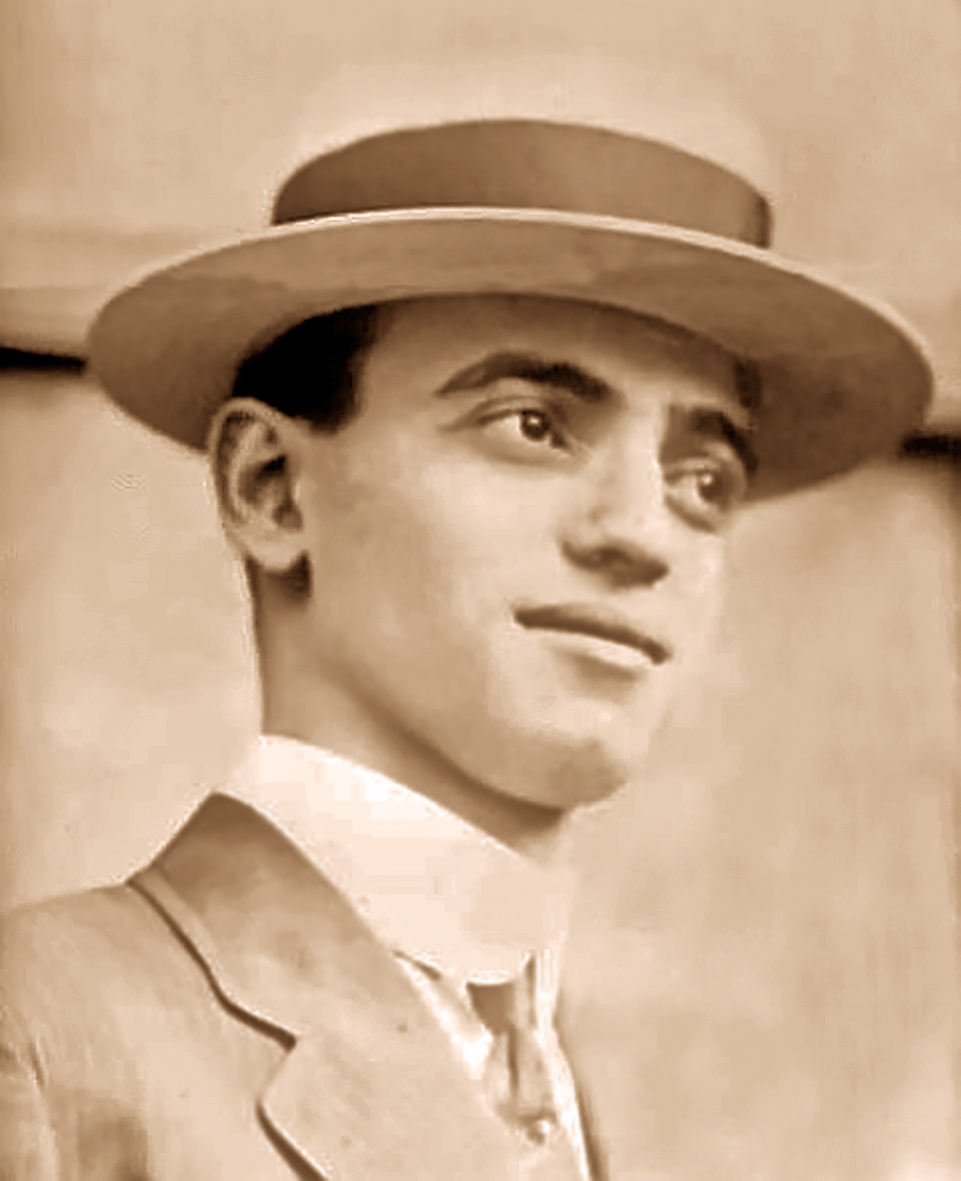
리오 프랭크

리오 맥스 프랭크(Leo Max Frank, 1884년 4월 17일 ~ 1915년 8월 17일)는 미국 조지아주 애틀랜타에 거주했던 유대인으로, 13세 소녀 메리 페이건(Mary Phagan)의 살인으로 누명을 받은 사람이다. 소녀에 대한 살인으로 체포되어 사형 판결을 받았으나 감형 후 폭도에 의해 감옥에서 납치되어 린치를 받고 살해당했다. 현재 그는 오심 판결을 받아 유대인 차별의 희생양으로 알려져 있다.